# Mandato (política)
En las democracias representativas, un mandato es una legitimidad percibida para gobernar a través del apoyo popular. Los mandatos se transmiten a través de elecciones, en las que los votantes eligen partidos políticos y candidatos en función de sus propias preferencias políticas. Luego, los resultados electorales se interpretan para determinar qué políticas cuentan con el apoyo popular. Un gobierno mayoritario proporciona un mandato claro, mientras que un gobierno pluralista o de coalición sugiere un mandato menor, que requiere un mayor compromiso entre los partidos. Los partidos con mandatos sólidos son libres de implementar sus políticas preferidas en el entendido de que cuentan con el apoyo del pueblo. Cuando no existe un mandato para un solo partido, se puede utilizar el votante mediano para determinar qué políticas tienen un mandato de implementación. El concepto moderno de mandato político se desarrolló por primera vez alrededor del siglo XVI y se convirtió en un aspecto destacado de la política después de la Revolución francesa.

## Desarrollo y función
Un mandato es una construcción social basada en lo que se entiende como la voluntad de los votantes. La teoría del mandato propone que los partidos políticos son vehículos para opciones políticas. Los votantes eligen entre estas opciones durante las elecciones, lo que luego potencia las políticas que cuentan con el apoyo más popular y permite su implementación. Cuando los votantes apoyan abrumadoramente a un partido o candidato específico en una elección, puede interpretarse como una comunicación de los votantes de que desean que se implemente la plataforma política asociada, creando un mandato para esa plataforma. Los mandatos se basan en la idea de que todos los votantes son iguales y que para gobernar es necesario el ascenso popular del grupo en su conjunto. Quienes participan en política recurren a los mandatos para determinar qué esperan los votantes y qué considerarán aceptable. Un mandato es deseable para los partidos políticos, ya que les da margen de maniobra en la implementación de políticas. Un partido o candidato puede afirmar que tiene un mandato, pero éste sólo confiere una ventaja política si esa afirmación es ampliamente aceptada. Los gobiernos no electorales, como las dictaduras y las monarquías, también pueden afirmar que tienen un mandato popular para gobernar.
Los mandatos se desarrollan a partir de la interpretación de las elecciones. Si se acepta ampliamente que los votantes apoyan una plataforma determinada, entonces se entenderá que existe un mandato, independientemente de los deseos reales de los votantes. No existe una métrica acordada sobre cuánto apoyo debe tener una posición (o se cree que tiene) antes de que exista un mandato para su implementación. Cuando un mandato político no está claro, puede verse como las preferencias políticas del votante mediano en un espectro político de izquierda a derecha. Esto presenta sus propios desafíos cuando se aplica, ya que las preferencias políticas suelen ser más complejas y tener múltiples dimensiones.
Las democracias modernas no ofrecen sistemáticamente un mandato mayoritario, ya que varios partidos en competencia ofrecen políticas diferentes, lo que exige que los gobiernos de coalición lleguen a compromisos entre sus miembros. En Estados Unidos, el sistema bipartidista siempre da como resultado que un partido tenga una mayoría en el gobierno que puede interpretarse como un mandato. En el caso de un gobierno de coalición, no existe un solo partido con mandato popular, ya que cada partido recibió el apoyo de menos de la mitad de los votantes. Algunos sistemas políticos, como el del Reino Unido, con frecuencia otorgan la mayoría de los escaños legislativos a un partido que recibió sólo una pluralidad de votos. En este caso, la mayoría sólo tiene mandato si es representativa del votante medio. La política no necesariamente corresponde a la plataforma del partido dominante, ya que aún puede tener que negociar con otros partidos o tener límites en su poder para implementar ciertas políticas. La representación proporcional permite preferencias de los votantes más matizadas, pero también permite que un partido con sólo el apoyo de la pluralidad reciba la mayoría de los escaños. En cualquier sistema basado en coaliciones, los votantes no pueden saber qué coaliciones se pueden formar después de una elección, lo que distancia aún más las preferencias de los votantes de los resultados electorales.
La existencia del mandato político como concepto es cuestionada por los partidarios de la democracia deliberativa, quienes creen que los partidos son elegidos como representantes para negociar y llegar a acuerdos entre diferentes propuestas políticas. La democracia directa pasa por alto por completo la cuestión de los mandatos, ya que permite a los votantes elegir políticas directamente.

## Historia
Tanto la Antigua Grecia como la República romana incorporaron ideas de ciudadanía en sus gobiernos que otorgaban a todos los hombres el derecho a participar en las decisiones políticas. En la era posclásica, la autoridad de un gobernante era típicamente aceptada sin cuestionamientos y sin consideración de los deseos del pueblo. A menudo se invocaba la autoridad religiosa o la bendición de una deidad como justificación del poder de un gobernante. Las primeras ideas de un mandato de gobierno popular se desarrollaron alrededor del año 1500. Estas ideas comenzaron a implementarse políticamente durante la Era de la revolución, cuando el gobierno monárquico fue derrocado en muchos reinos mediante levantamientos populares. La Revolución francesa invocó específicamente el mandato popular como un factor necesario para la legitimidad política. A medida que surgió la política electoral moderna, los gobernantes buscaron la legitimidad del mandato popular en distritos electorales individuales.